# Pany de sílex

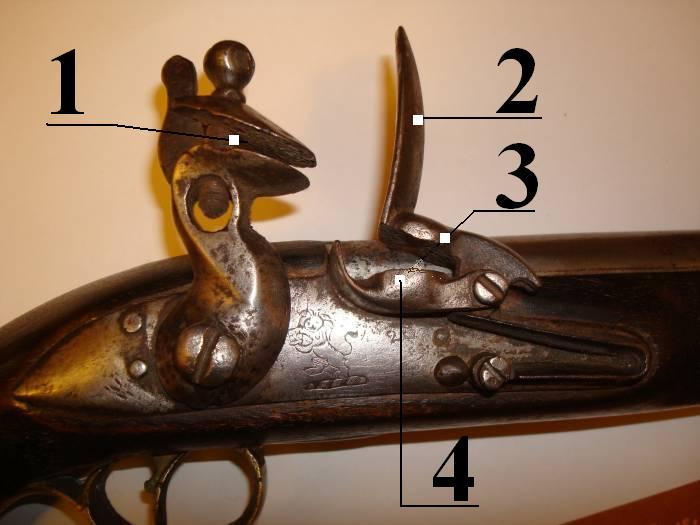
Pany de sílex: 1 = ca porta pedra, 2 = rastell, 3 = tapa de cassoleta, 4 = cassoleta

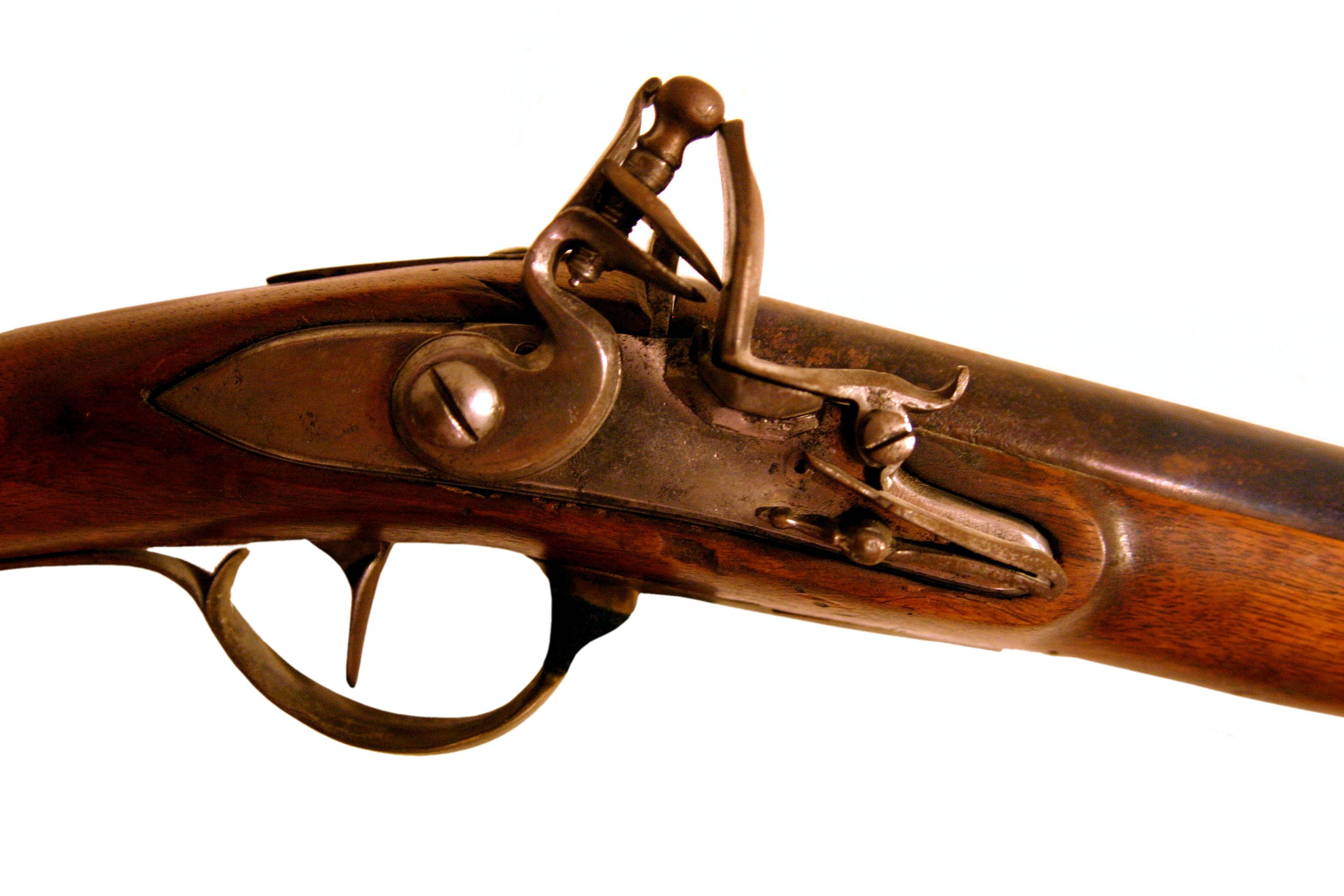
Escopeta de caça de sílex

El pany de sílex  o clau de sílex és un tipus de mecanisme utilitzat durant el passat en les armes de foc. Va aparèixer cap al 1630 inspirat en el pany de miquelet català de mitjans del segle xvi, data molt ben delimitada per una referència del seu ús molt comú a Xàtiva i a València amb anterioritat al 1571, atès que els fets d'armes que relata Ginés Pérez de Hita a Guerras civiles de Granada-... su escopeta de rastrillo... van tenir lloc durant la Rebel·lió de les Alpujarras sufocada el 1571.
El pany de sílex va substituir ràpidament els mecanismes més antics, és a dir, el pany de metxa i el pany de roda (de fet simplificava la complexa i cara mecànica d'aquest últim) i el seu ús es va mantenir durant dos segles, fins que va ser reemplaçat pels sistemes de percussió basats en una càpsula de fulminat de mercuri i finalment amb cartutx de metall.

## Funcionament
El martell o ca (pos. 1) tenia agafat un tros de pedra foguera (cada pedra durava uns quaranta disparaments). En pressionar el fiador  s'alliberava el martell (ca), i la pedra rascava amb força la superfície ratllada de la placa de ferro (pos. 2) (anomenada rastell ) causant una forta espurna. El cop feia aixecar el rastell quedant al descobert la cassoleta (pos.4) i fent que s'inflamés la pólvora d'ignició guardada dins d'aquesta. Un petit orifici, la llumera que connectava la cassoleta amb l'interior del canó feia inflamar la pólvora de tir dins d'aquest, causant la seva explosió.
Aquest sistema va arribar al seu zenit sota les guerres napoleòniques i va ser utilitzat durant tot el segle xviii. Tenia l'avantatge de ser més fiable que la metxa i més barat que la roda. No obstant això, les falles eren freqüents (aproximadament una vegada de cada cinc).

## La conquesta de l'Oest

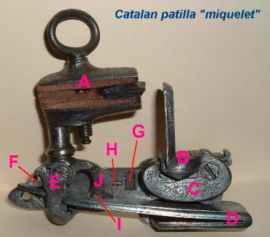
Pany de miquelet: A= Martell (ca). B= Rastell d'acer i tapa de caçoleta. C= Molla tapa-rastell D= Molla principal. E= Brida suport del martell (ca). F= Taló del martell (ca). G: Ungla. H: Fiador primari (armat complet). I= Fiador de seguretat (Semi-armat). J= Pota del davant. K: Cargol pedrer

Els panys de sílex tingueren un paper important en la conquesta de l'oest. Els primers fusells introduïts en la regió eren dels anomenats d'avantcàrrega: fusells espanyols amb pany de miquelet, rifles de Kentucky i rifles Hawken. Els trampers ("muntanyesos" o "mountain men") preferien els rifles Hawken amb pany de percussió.